# Ophiotrema gracilis
Ophiotrema gracilis är en ormstjärneart som beskrevs av Jean Baptiste François René Koehler 1914. Ophiotrema gracilis ingår i släktet Ophiotrema och familjen knotterormstjärnor. Inga underarter finns listade i Catalogue of Life.